# Ward McVey
Ward Wood McVey (* 25. Juli 1900 in Kenmore, Ontario; † 14. Februar 1967) war ein kanadischer Sportler, der in verschiedenen Sportarten Erfolge feiern konnte. Bei der Eishockey-Weltmeisterschaft 1931 im polnischen Krynica-Zdrój gewann er mit der kanadischen Nationalmannschaft die Goldmedaille.

## Karriere
Ward McVey war sowohl im Eishockey, als auch im Baseball und im Canadian Football erfolgreich. Einen Großteil seiner Karriere verbrachte er dabei jeweils bei den Tammany Tigers. In den 1950er Jahren engagierte er sich auch als Funktionär im Curling. Er wurde 1999 postum in die „Manitoba Sports Hall of Fame“ aufgenommen.

### Baseball
Im Baseball war McVey sowohl 1922 als auch 1923 bester Batter seiner Liga, die er mit den Tammany Tigers gewinnen konnte. Im Playoffspiel der Dokey Tigers, für die er seit Mitte der 1920er Jahre spielte, gegen die Arenas schlug er 1930 zwei Triple, einen Double und einen Single bei vier Versuchen.

### Canadian Football
McVey gehörte 1925 zu der Mannschaft der Tammany Tigers, die sich als erstes Team aus Manitoba für den Grey Cup qualifizieren konnte.

### Eishockey
Seine größten Erfolge konnte McVey im Eishockey feiern. Auch hier spielte er zunächst für die Tammany Tigers, bei denen er 1922 debütierte und bereits 1923 deren bester Verteidiger war. Aber auch als Stürmer war er erfolgreich. 1924/25 spielte er für die Crescent Falcon-Tigers. Später war er für Manitoba Varsity, die Mannschaft der University of Manitoba, aktiv und gewann mit dem Team 1928 den Allan Cup. Auf einer Europareise, die er 1930 mit Manitoba Varsity unternahm, gelangen 34 Siege bei einem Unentschieden. Bei der Eishockey-Weltmeisterschaft 1931 stellten die Manitoba Grads, eine Mannschaft von Absolventen der University of Manitoba, die kanadische Nationalmannschaft, mit der McVey ungeschlagen den Titel errang.

## Erfolge und Auszeichnungen
- 1928 Gewinn des Allan Cups mit Manitoba Varsity
- 1931 Goldmedaille bei der Weltmeisterschaft
- 1999 Aufnahme in die Manitoba Sports Hall of Fame